# Chūai Asayama
Chūai Asayama (jap. 淺山忠愛 Asayama Chūai; ur. 29 grudnia 1879 w Kioto, zm. po 1938), także Tadayoshi Asayama (jap. 浅山忠愛 Asayama Tadayoshi) – japoński lekarz. Studiował medycynę na Cesarskim Uniwersytecie w Kioto, ukończył studia w 1906 roku. W 1915 roku otrzymał tytuł doktora nauk medycznych (igaku-hakushi). Wyjechał do Europy uzupełniać studia w dziedzinie medycyny wewnętrznej i neurologii. Następnie został profesorem zwyczajnym na Uniwersytecie Kioto (w 1915, 1919 lub 1921, zależnie od źródła).

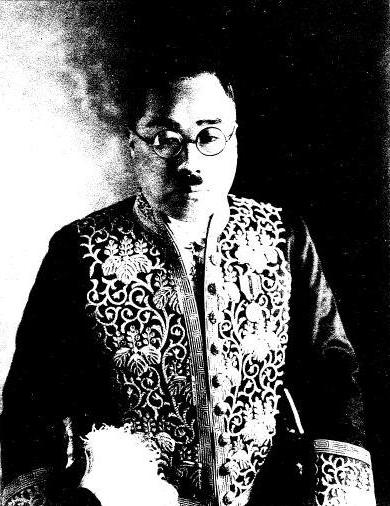
Chūai Asayama

Ożenił się z drugą córką Ikujirō Asayamy i został przez niego adoptowany.
W 1912 i 1914 roku przedstawił pierwszy w literaturze medycznej, cytowany do dziś, opis niezwykłej cechy afazji Broki u Japończyka. Zaburzenie dotknęło 33-letniego kupca, u którego nagle wystąpiła utrata przytomności i prawostronna hemiplegia. W miarę ustępowania objawów zaczął wypowiadać pojedyncze słowa, i czytać około połowy znaków kana; nie mógł jednak czytać żadnych znaków zapisanych w kanji. Według Asayamy, czytanie znaków kanji w większym stopniu niż czytanie kany zależy od ośrodków wzrokowych, które mogą być oszczędzone przy uszkodzeniu ośrodka Broki lub ośrodka Wernickego. W późniejszych latach inni autorzy przedstawili szereg podobnych przypadków afazji u Japończyków.

## Wybrane prace
- 邦人ニ於ケル失語症ニ就テ, 神経学会誌 (Neurologia Japonica) 11, 473-480 (1912)
- Ueber die Aphasie bei Japanern. Deutsches Archiv für klinische Medizin 113 (5/6), ss. 523-529 (1914)
- The Proprioceptive Reflex of a Flexor Muscle. Quart. J. Exper. Physiol. 9, 265-279 (1915)
- Feeding Experiments with Kynurenic Acid (1916)
- Experimentelle Beiträge zur Frage über die Bildung des Harnindikans. Acta scholæ med. univ. imp. Kioto (1916)
- Asayama Chuai, Umehara Nobumasa. Veranderungen der Pathologic und Theraphie der Nephritis. Journal of Kyoto Prefectural University of Medicine 1(1/2/3/4), 871-886 (1927)